# Gallinula nesiotis
Gallinula nesiotis là một loài chim trong họ Rallidae.